# 김종식 (1948년)
김종식(1948년 1월 6일 ~ )은 대한민국의 정치인이다. 제19·22대 광주 서구청장을 역임했다.

## 학력 -
- 광주제일고등학교 (졸업)
- 서울대학교 문리과대학 (철학과 / 학사)

## 역대 선거 결과
|  | 67.49% |

|  | 36.70% |

|  | 37.88% |